# 平南三桥
平南三桥位于中華人民共和國广西壯族自治區贵港市平南县，是荔玉高速公路平南北互通连接线上跨越浔江的一座特大桥。大桥于2018年6月开工建设，全长1035米，主桥跨径575米，2020年12月28日建成通车。
平南三桥建成通车，刷新了世界拱桥跨径纪录，超越朝天门长江大桥（主跨长552米），晋升为世界第一拱桥。